# ウィリアム・ジョーンズカップ
ウィリアム・ジョーンズカップ（William Jones Cup）は、台湾・台北で開催されるバスケットボール大会である。主催は中華民国バスケットボール協会。

## 概要
初代FIBA事務総長であるイギリスのレナト・ウィリアム・ジョーンズが台湾に野球以外のスポーツを広げようと始まったのが由来である。
1977年に第1回が開催され、毎年7月ごろに行われる。招待制の大会であり、参加チームはナショナルチーム、ユースチーム、クラブチーム、選抜チームなど様々で、ホストの台湾は2チーム出場する。大会はラウンドロビン方式で優勝を争う。
2007年大会はマツダが冠スポンサーを務めた。

## 歴代大会結果

### 男子大会
| 年（回）       | 優勝                                  | 準優勝                                 | 3位                                   |
| -------------- | ------------------------------------- | -------------------------------------- | ------------------------------------- |
| 1977（第1回）  | アメリカン・チャレンジャー            | イースタン・ワシントン大学             | フライング・キャメル                  |
| 1978（第2回）  | American Buluside                     | 韓国                                   | American College                      |
| 1979           | 開催されず（男子・女子）              | 開催されず（男子・女子）               | 開催されず（男子・女子）              |
| 1980（第3回）  | スウェーデン                          | アメリカ                               | パナマ                                |
| 1981（第4回）  | ノーザン・セメント                    | スウェーデン                           | フランス                              |
| 1982（第5回）  | アメリカ                              | カナダ                                 | フランス                              |
| 1983（第6回）  | ヴァンダービルト大学                  | マレー・インターナショナル・メタルズ   | イタリア                              |
| 1984（第7回）  | アメリカ                              | カナダ                                 | オランダ                              |
| 1985（第8回）  | サン・ミゲル                          | アメリカ                               | スウェーデン                          |
| 1986（第9回）  | アメリカ                              | 韓国                                   | 日本                                  |
| 1987（第10回） | 西ドイツ                              | アメリカ                               | オーストラリア                        |
| 1988（第11回） | アメリカ                              | オーストラリア                         | 韓国                                  |
| 1989           | 開催されず（男子・女子）              | 開催されず（男子・女子）               | 開催されず（男子・女子）              |
| 1990（第13回） | メキシコ                              | ポーランド                             | A-10オールスターズ                    |
| 1991（第14回） | アメリカ                              | ソビエト連邦                           | 韓国                                  |
| 1992（第15回） | マラソン・オイル                      | USKプラハ                              | アメリカ                              |
| 1993（第16回） | ハワイ大学                            | 宏國                                   | Spartak                               |
| 1994（第17回） | アメリカ                              | 裕隆                                   | ハンガリー                            |
| 1995（第18回） | アメリカ                              | スロバキア                             | 宏國                                  |
| 1996（第19回） | カナダ                                | ロシア                                 | アメリカ                              |
| 1997（第20回） | カングー・ジャンプ                    | スタティーバ＝リエトゥヴォス・リータス | 光華                                  |
| 1998（第21回） | PBA百周年記念                         | 中華民国                               | 韓国                                  |
| 1999（第22回） | 韓国                                  | 中華民国                               | ニュージーランド                      |
| 2000（第23回） | ニュージーランド                      | 韓国                                   | 中華民国                              |
| 2001（第24回） | 中華民国                              | 韓国                                   | ロコモティフ・ノボシビルスク          |
| 2002（第25回） | Great Mates                           | アルバータ大学                         | 日本                                  |
| 2003           | 開催されず（男子・女子）              | 開催されず（男子・女子）               | 開催されず（男子・女子）              |
| 2004（第26回） | 中華民国（白）                        | カナダ                                 | パース・ワイルドキャッツ              |
| 2005（第27回） | パッシング・レーン                    | 中華民国                               | フィリピン                            |
| 2006（第28回） | アスリート・イン・アクション          | 中華民国                               | カタール                              |
| 2007（第29回） | ヨルダン                              | レバノン                               | フィリピン                            |
| 2008（第30回） | ヨルダン                              | アスリート・イン・アクション           | オーストラリア U-19                   |
| 2009（第31回） | イラン                                | ヨルダン                               | レバノン                              |
| 2010（第32回） | イラン                                | レバノン                               | 日本                                  |
| 2011（第33回） | イラン                                | 韓国                                   | フィリピン                            |
| 2012（第34回） | フィリピン                            | マーラム・テヘラン                     | ピッツバーグ大学グリーンズバーグ      |
| 2013（第35回） | イラン                                | 中華民国                               | 韓国                                  |
| 2014（第36回） | 蔚山モービスフィバス                  | 中華民国（藍）                         | エジプト                              |
| 2015（第37回） | イラン                                | フィリピン                             | 中華民国（藍）                        |
| 2016（第38回） | マイティ・スポーツ                    | 韓国                                   | 中華民国（A）                         |
| 2017（第39回） | カナダ建国150周年                     | アトレタス・オールスター               | 韓国                                  |
| 2018（第40回） | 3D Global Sports                      | イラン B                               | 韓国                                  |
| 2019（第41回） | マイティ・スポーツ                    | 韓国                                   | 日本                                  |
| 2020           | COVID-19 パンデミックにより開催されず | COVID-19 パンデミックにより開催されず  | COVID-19 パンデミックにより開催されず |
| 2021           | COVID-19 パンデミックにより開催されず | COVID-19 パンデミックにより開催されず  | COVID-19 パンデミックにより開催されず |
| 2022           | COVID-19 パンデミックにより開催されず | COVID-19 パンデミックにより開催されず  | COVID-19 パンデミックにより開催されず |
| 2023           | UC Irvine Anteaters                   | Republic of China Blue                 | Anyang KGC                            |
| 2024           | Strong Group Athletics                | Republic of China Blue                 | ウクライナ                            |
| 2025           | Strong Group Athletics                | Republic of China Blue                 | バーレーン                            |

### 女子大会
| 年（回）       | 優勝                                  | 準優勝                                | 3位                                   |
| -------------- | ------------------------------------- | ------------------------------------- | ------------------------------------- |
| 1977（第1回）  | 韓国オールスターズ                    | キャセイ生命                          | Christa Dream                         |
| 1978（第2回）  | 開催されず（女子）                    | 開催されず（女子）                    | 開催されず（女子）                    |
| 1979（第−回）  | アメリカ                              | 韓国オールスターズ                    | チャイナエアライン                    |
| 1980（第3回）  | 韓国                                  | 中華民国                              | アメリカ                              |
| 1981（第4回）  | 韓国                                  | アメリカ                              | 中華民国                              |
| 1982（第5回）  | カナダ                                | アメリカ                              | オーストラリア                        |
| 1983（第6回）  | 韓国                                  | イタリア                              | オランダ                              |
| 1984（第7回）  | アメリカ                              | ブラジル                              | イタリア                              |
| 1985（第8回）  | アメリカ                              | カナダ                                | 韓国                                  |
| 1986（第9回）  | 開催されず（女子）                    | 開催されず（女子）                    | 開催されず（女子）                    |
| 1987（第10回） | アメリカ                              | 韓国                                  | 西ドイツ                              |
| 1988（第11回） | 韓国                                  | アメリカ                              | 中華民国                              |
| 1989           | 開催されず（男子・女子）              | 開催されず（男子・女子）              | 開催されず（男子・女子）              |
| 1990（第13回） | ハンガリー                            | 中華民国                              | ブラジル                              |
| 1991（第14回） | 韓国                                  | 日本                                  | アメリカ                              |
| 1992（第15回） | アメリカン・オールスターズ            | オーストラリア・ユース                | 日本                                  |
| 1993（第16回） | キャセイ生命                          | 日本                                  | アメリカ                              |
| 1994（第17回） | アメリカ                              | 韓国                                  | Al Hasa                               |
| 1995（第18回） | キャセイ生命                          | 韓国                                  | アメリカ                              |
| 1996（第19回） | アメリカ                              | スロバキア                            | オーストラリア                        |
| 1997（第20回） | 韓国                                  | アメリカ                              | キャセイ生命                          |
| 1998（第21回） | アメリカ                              | 中華民国                              | 日本                                  |
| 1999（第22回） | 中華民国                              | ニュージーランド                      | オーストラリア                        |
| 2000（第23回） | アメリカ                              | 日本                                  | 中華民国                              |
| 2001（第24回） | 開催されず（女子）                    | 開催されず（女子）                    | 開催されず（女子）                    |
| 2002（第25回） | ロシア                                | 中華民国                              | 日本                                  |
| 2003           | 開催されず（男子・女子）              | 開催されず（男子・女子）              | 開催されず（男子・女子）              |
| 2004（第26回） | 中華民国 藍                           | 韓国                                  | 中華民国 白                           |
| 2005（第27回） | 中華民国                              | ニュージーランド                      | 浙江華東                              |
| 2006（第28回） | 日本                                  | 中華民国                              | イタリア                              |
| 2007（第29回） | オーストラリア                        | 中華民国 藍                           | アメリカ                              |
| 2008（第30回） | 中華民国                              | アメリカ                              | 韓国                                  |
| 2009（第31回） | 韓国                                  | 中華民国                              | 日本                                  |
| 2010（第32回） | 新世界クールキャッツ                  | 中華民国                              | 大学オールスターズ                    |
| 2011（第33回） | 中華民国                              | 日本                                  | 中華民国 U24                          |
| 2012（第34回） | キャセイ生命                          | 中華電信                              | 日本                                  |
| 2013（第35回） | 韓国                                  | 日本                                  | 中華民国                              |
| 2014（第36回） | カナダ                                | デンソーアイリス                      | 韓国                                  |
| 2015（第37回） | 韓国                                  | 日本 B                                | 中華民国 A                            |
| 2016（第38回） | 韓国                                  | 日本                                  | 中華民国 A                            |
| 2017（第39回） | 日本 U24                              | 中華民国 藍                           | ニュージーランド                      |
| 2018（第40回） | ニュージーランド                      | 日本 B                                | 中華民国 A                            |
| 2019（第41回） | 三菱電機コアラーズ                    | ニュージーランド                      | 中華民国 白                           |
| 2020           | COVID-19 パンデミックにより開催されず | COVID-19 パンデミックにより開催されず | COVID-19 パンデミックにより開催されず |
| 2021           | COVID-19 パンデミックにより開催されず | COVID-19 パンデミックにより開催されず | COVID-19 パンデミックにより開催されず |
| 2022           | COVID-19 パンデミックにより開催されず | COVID-19 パンデミックにより開催されず | COVID-19 パンデミックにより開催されず |
| 2023           | Chanson V-Magic                       | Busan BNK Sum                         | Republic of China Blue                |
| 2024           | Japan Universiade                     | Republic of China Blue                | Republic of China White               |
| 2025           | Japan Universiade                     | 韓国                                  | WUG CTUSF Training                    |